# 生神女就寝聖堂 (トゥルゴヴィシテ)

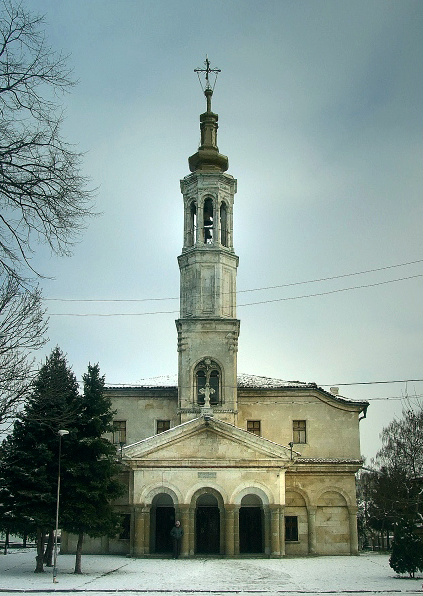
トゥルゴヴィシテの生神女就寝聖堂

トゥルゴヴィシテの生神女就寝聖堂（ブルガリア語: Църква Св. Успение Богородично）は、正教会の聖堂。ブルガリア民族復興運動の教会建築における中後期の傑作例の一つ。
聖堂はトゥルゴヴィシテの中でも古い、ヴァロシャ（Varosha）地域に位置している。聖堂は1847年から1851年までの間に、トリャヴナ派（Tryavna School）の建築家ウスタ・ディミタルによって建てられた。はじめの段階では鐘楼は建てられておらず、聖堂には木造建築物が隣接していた。1860年には、トリャヴナ派の芸術家によってイコノスタスを含む内装がなされた。20世紀初頭には優美な鐘楼がゲンチョ・ナヴァコフにより加えられた。デザインはイタリア人であるパウロ・フォルラーニによる。

## ギャラリー

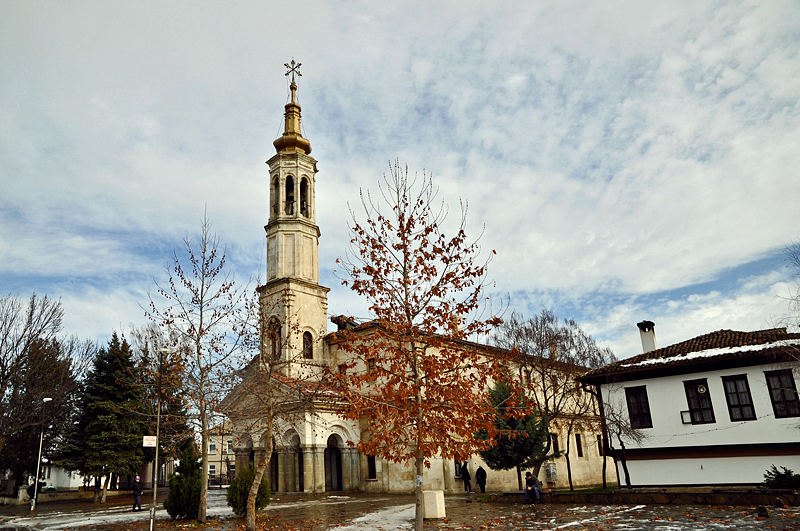
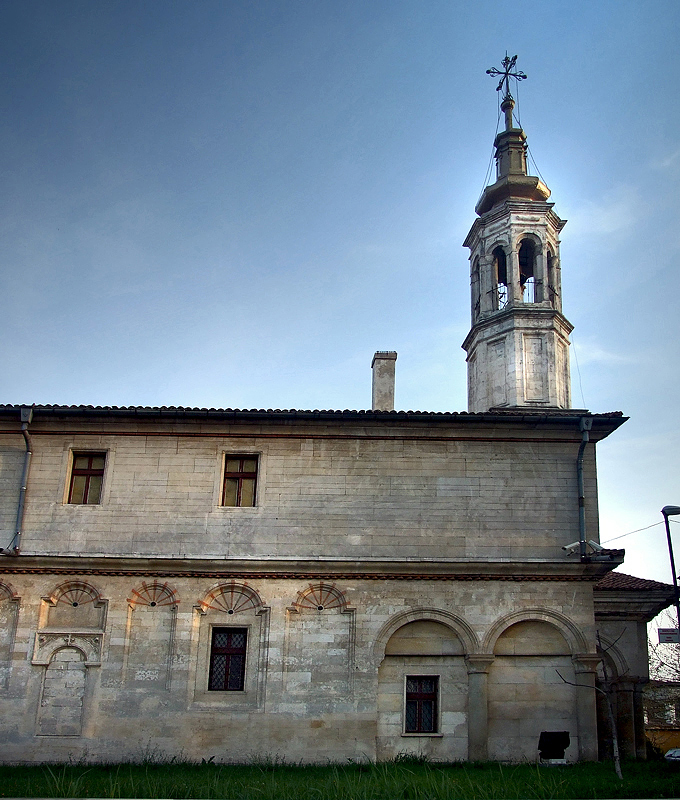
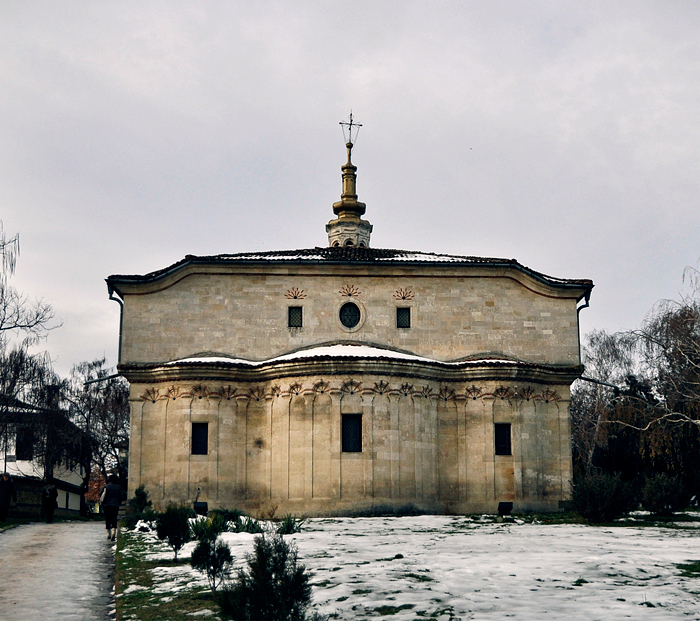
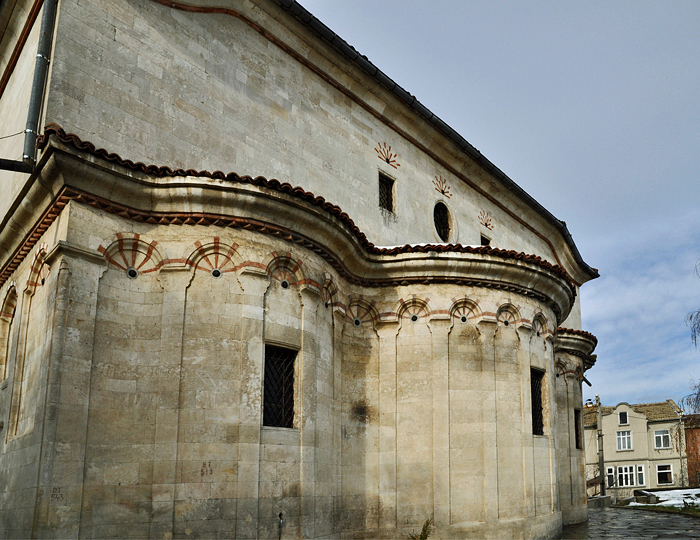
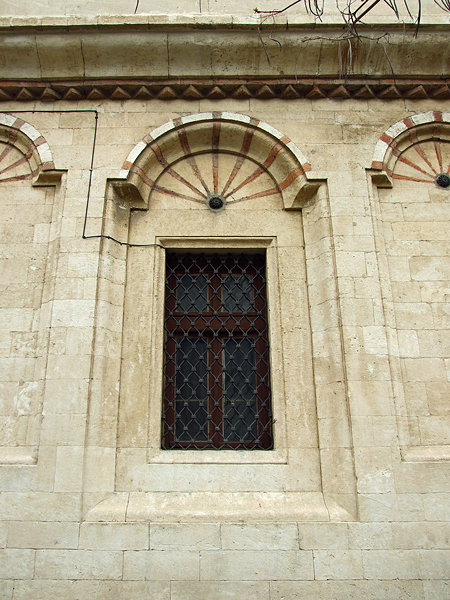
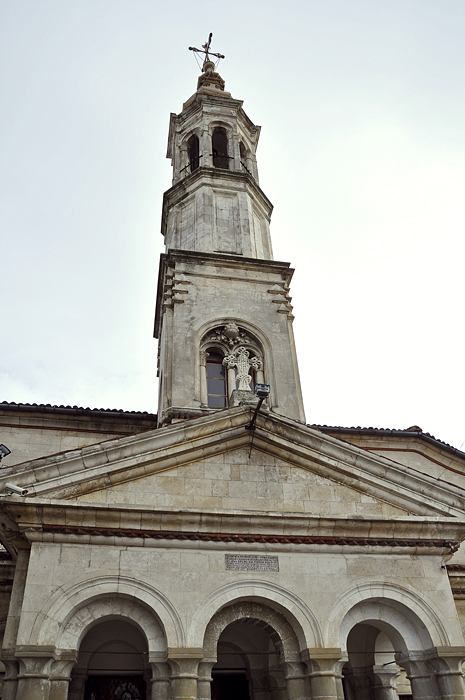
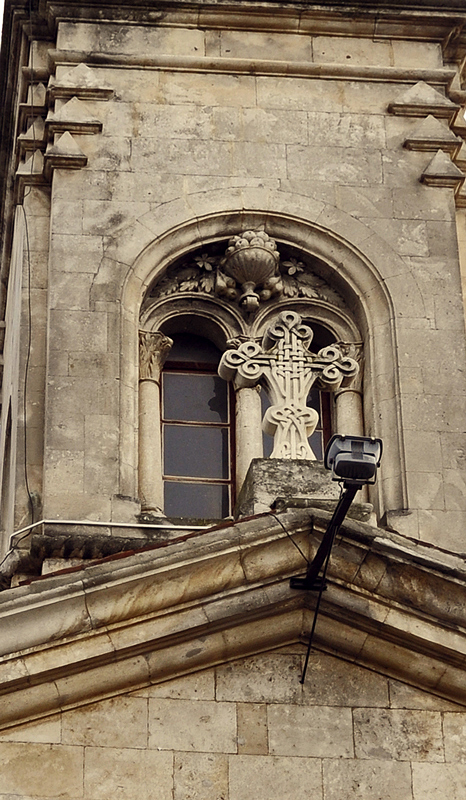
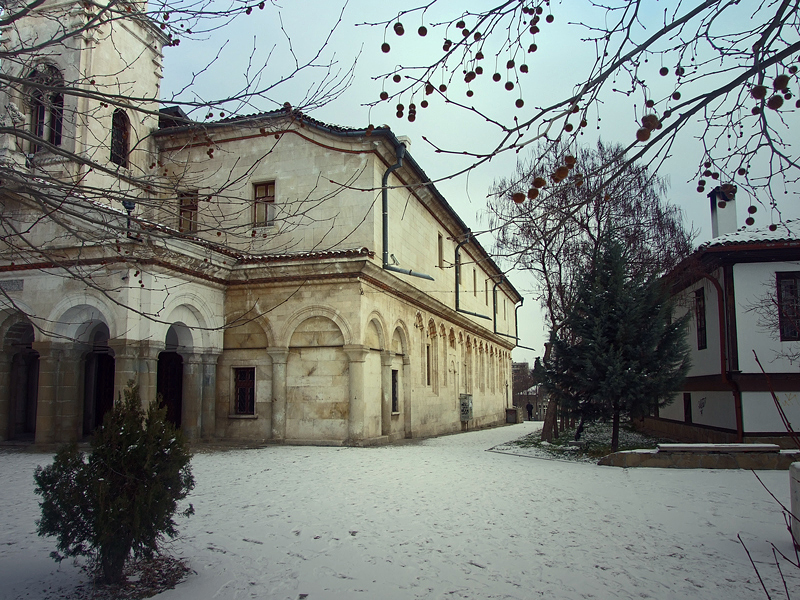